# Municipio de Merry Hill
El municipio de Merry Hill (en inglés: Merry Hill Township) es un municipio ubicado en el  condado de Bertie en el estado estadounidense de Carolina del Norte. En el año 2010 tenía una población de 992 habitantes.

## Geografía
El municipio de Merry Hill se encuentra ubicado en las coordenadas 35°58′27.42″N 76°47′32.96″O / 35.9742833, -76.7924889.